# Sony Ericsson Xperia X8
A Sony Ericsson Xperia X8 egy 2010-es középkategóriás Sony Ericsson-okostelefon, az első androidos Sony Ericsson-telefon.

## Hardver
Kijelzője 3 hüvelyk képátlójú, kapacitív érintőkijelző, 320x480 pixel felbontással (HVGA), 24 bites színmélységgel. Hátoldalán egy 3.2 megapixeles fixfókuszos kamera található, mely dedikált gombot kapott a készüléken, az elkészült képek pedig elláthatóak helyzetmegjelöléssel (geotagging). 600 MHz Qualcomm MSM7227 processzora van, gyorsulásmérővel, GPS-szel, fényérzékelővel és helyzetmeghatározóval rendelkezik. A többujjas vezérlést eredetileg nem támogatta a készülék, de frissített szoftverrel ez is lehetséges.

## Szoftver
A telefon az Android 1.6-os, már kiadásakor is meglehetősen koros verzióját kapta, melyet a Sony Ericsson teljesen átalakított. Saját dizájnelemeket kapott a rendszer, emellett a kijelző négy sarkába csoportosították a parancsikonok gyűjtőhelyeit. Egy saját alkalmazás, a Timescape is helyt kapott benne, melynek lényege a különböző közösségi oldalakról származó információk, valamint SMS-ek és e-mailek egy helyre gyűjtése. További mellékelt szoftverek: Wisepilot, Google Térképek, YouTube, PlayNow, és TrackID.
A későbbiek folyamán a telefon frissebb, 2.1-es Androidot kapott, a gyártó azonban további frissítést nem adott ki, arra való hivatkozással, hogy a hardver ehhez túl gyenge. Különféle nemhivatalos firmware-ekkel azonban a 2.3-as változat is elérhető lett, sőt a 4-es Android is elérhető, igaz, kísérleti fejlesztésként, módosított kernellel.